# Хелије
Хелије или Хелиос, (грч. Helios, лат. Sol) је, у грчкој митологији, бог Сунца, син титана Хипериона и његове жене Теје.

## Митологија
Хелиос је становао на источној обали Океана, у златном двору, из које је, свако јутро, излазио са златним кочијама у којима су била упрегнута четири крилата коња, и у њима је путовао преко небеског свода. Својим зрацима је обасјавао земљу и давао јој светло, топлоту и живот. Пред смирај дана се увлачио у западне воде Океана. Тамо га је чекала друга златна кочија која га је враћала на источну обалу, у његову палату, а следећег јутра понављао је своје путовање.
Хелиос је имао златну косу и круну од сунчевих зрака. Био је бистро око Зевса, онај који је све видео и све чуо. Волели су га сви богови, људи, животиње и биљке. Једино га није волео бог подземног света Хад, а Хелије, знајући да није добродошао гост у подземно царство и сам је избегавао сусрет са њим.
Жена Хелија је била океанида Перза, која је на истоку имала са њим сина Ејета, који је постао краљ у Колхиди. На западу је имала кћерку Кирку, моћну чаробницу са острва Лација.
Са Персином сестром Клименом, Хелије је имао сина Фаетонта, познатог по вожњи небеским колима и неколико кћерки.
Са нимфом Неером је имао две кћерке - Феатусу и Лампетију, које су му чувале стада говеда на острву Тринакији, данашњој Сицилији. Говеда на острву су бројала седам стада крава и седам стада јагањаца, свако стадо по педесет комада. Та стада су била симбол триста педесет дана и триста педесет ноћи - месечева година је код Грка имала педесет недеља (седмица) по седам дана).
Рода, кћерка бога мора Посејдона, била је жена Хелија. По њој је острво Родос добило име, јер је Хелије, својој жени из морских дубина извукао острво на поклон, јер, за њу на свету ништа није остало када су богови делили власт и поседе. Управо због тога, Хелија су на Родосу посебно поштовали, мада култ бога сунца није имао исто значење као код Египћана, или у земљама блиског истока.

## О Хелију
Хелијевим именом Грци су називали и све богове сунца осталих народа.
Име Хелиополис су давали и култним грађевинама и градовима који су поштовали бога сунца - Египатски град Онуу или Беалбеку код Феничана.
Римски бог Сол вуче порекло од Хелија, а почео се разликовати од њега у 2 -3 веку пре нове ере, и то под утицајем источних култова.